# Gios
Gios - firma produkująca rowery z prowincji Turyn we Włoszech. Gios specjalizuje się w produkcji wysokiej jakości rowerów wyścigowych (również torowych). 
W 1948 Tolmino Gios założył spółkę początkowo w sklepie rowerowym. Dzisiaj firma jest renomowanych producentem zaopatrującym  profesjonalne zespoły (np. Relax Fuenlabrada zespół, który w 2005 brał udział w Vuelta a España).

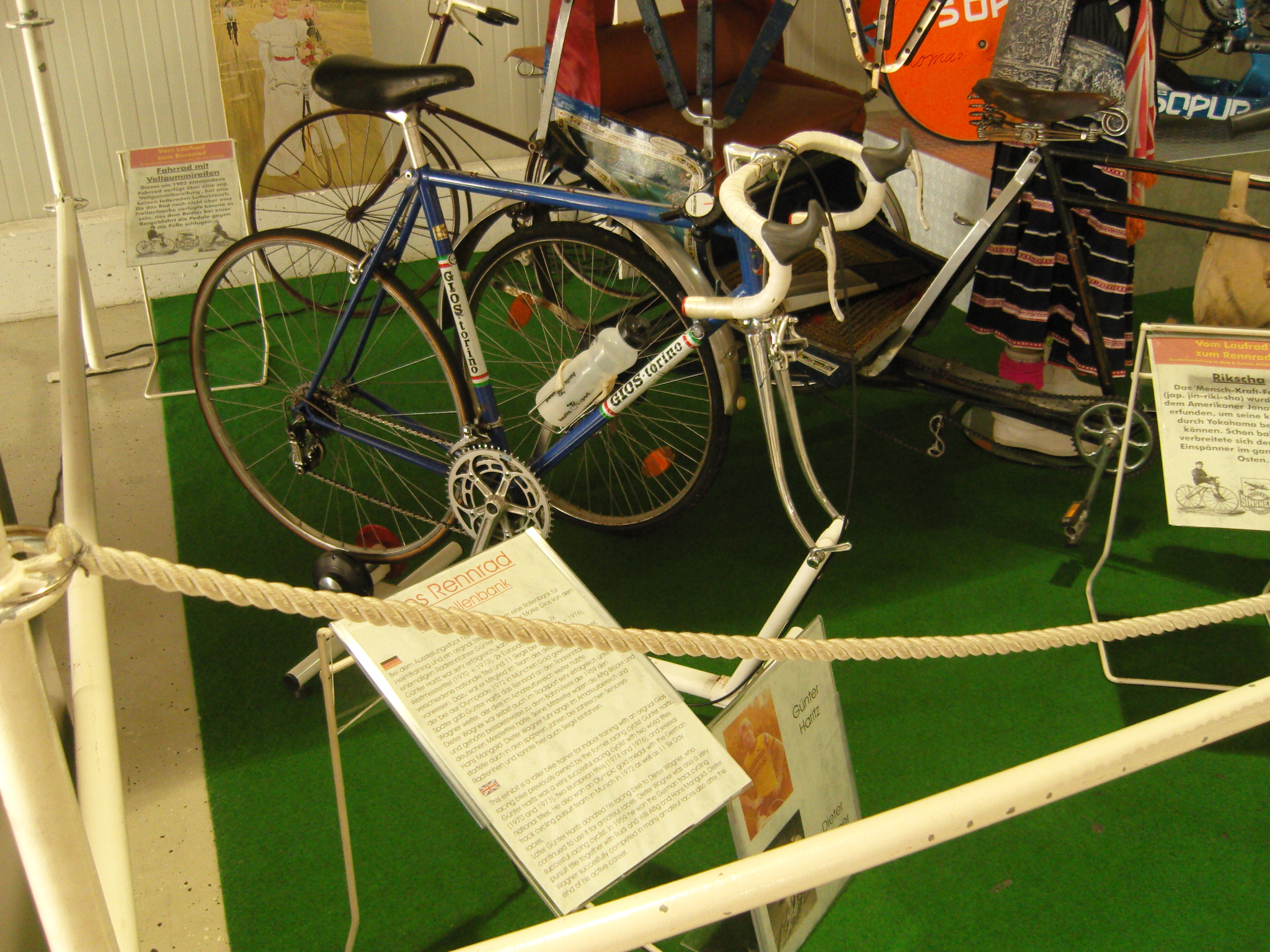
Rower Güntera Haritza znajdujący się w Muzeum Automobilizmu i techniki w Sinsheim w Niemczech.